# Clan Mito
El Clan Mito o Familia Tokugawa de Mito (水戸徳川家), es un clan feudal proveniente de Tokugawa Yorifusa, hijo de Tokugawa Ieyasu primer Shogun del periodo Edo o período Tokugawa. El Clan Mito gobernó el dominio Mito durante 260 años, con 11 daimyō gobernando el dominio Mito.

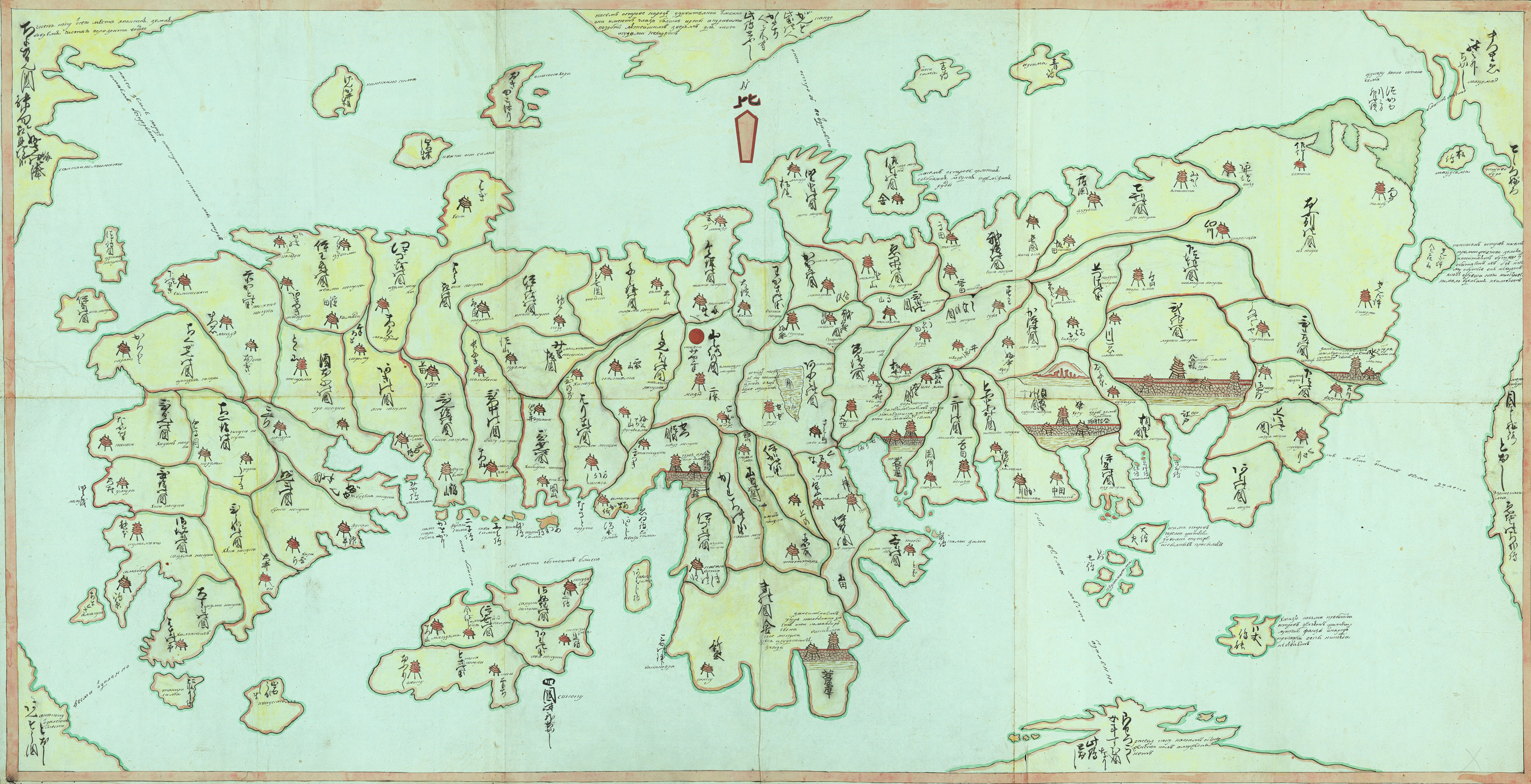
Mapa de Japón de Daikokuya Kōdayū dibujado en 1789 con tópicos en japonés y ruso (Dominios Han, afectados por la cartografía)

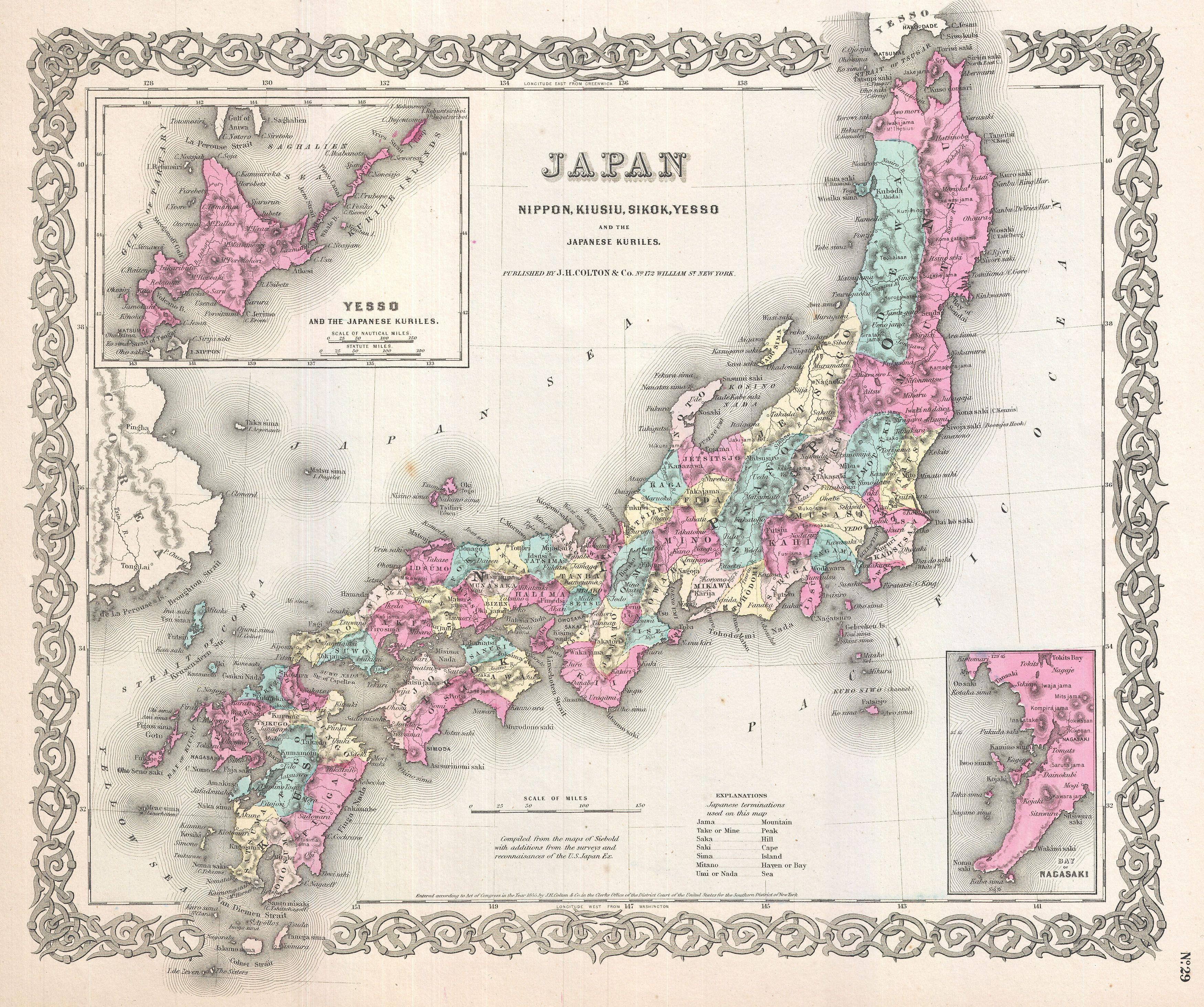
Mapa de 1855 de las Antiguas provincias de Japón

## Antecedentes y desarrollo de Mito
El Pueblo Yamato se asentó en Mito alrededor del siglo IV. Hacia el final del periodo Heian, Baka Sukemoto, señor de la guerra de la familia Heike, se trasladó a Mito y construyó un castillo. Este castillo cambió de manos numerosas veces hasta que el daimyō llamado Satake Yoshinobu lo ganó a finales del siglo XVI, pero fue obligado a rendirse a Tokugawa Ieyasu en 1603 después de la batalla épica de Sekigahara, ya que permaneció neutral en esa batalla.
El hijo de Ieyasu, Tokugawa Yorifusa tomó después el castillo, siendo uno de los tres miembros de la familia Gosanke (御三家 tres casas) o los tres clanes provenientes de tres de los hijos de Tokugawa Ieyasu (Clan Tokugawa), fortificadas fuera de Edo (hoy Tokio). Gosanke: Clan Owari, Clan Kishu y Clan Mito.
La parte del Clan Tokugawa, que gobernó desde Mito, es conocido como Clan Mito o Familia Tokugawa de Mito.
Los Tokugawa (Clan Mito) gobernaron directamente Mito hasta pasada la mitad del siglo XIX, cuando el shogunato (幕府 bakufu) en Edo fue abolido. 
En el año 1871, la Provincia de Hitachi cambió su nombra a Prefectura de Ibaraki. La ciudad moderna de Mito se fundó el 1 de abril de 1889, con una población inicial de 25.000, fue designada capital de la prefectura.

## Dominio Mito

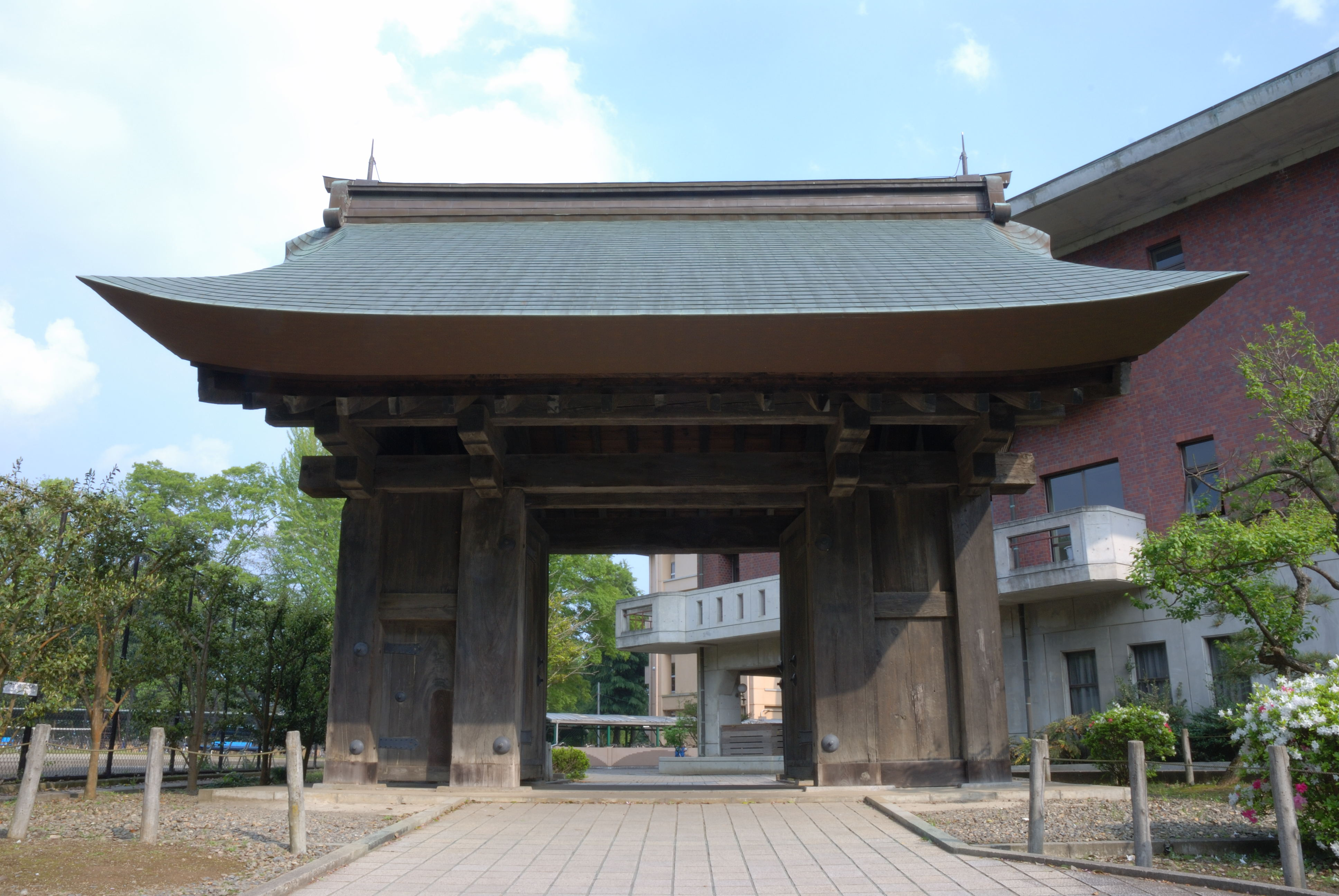
Puerta (Yakuimon 薬医門) del Castillo Mito

Dominio Mito (水戸藩 Mito-Han), se llamaba a un dominio japonés del período Edo. Se asocia con la Provincia de Hitachi, la actual Prefectura de Ibaraki y el castillo ciudad, Castillo Mito, queda en la actual ciudad capital de Mito. 
En el sistema Han, Mito era una abstracción política y económica sobre la base de encuestas catastrales periódicas y los rendimientos agrícolas proyectados. En otras palabras, el dominio fue definido en términos de kokudaka y hace referencia a un valor expresandor en koku de arroz. 
Han (藩 Han) o dominio, es el término histórico japonés que se refiere a la herencia de un samurái después del siglo XII o de un daimyō en el período Edo y hasta comienzos del período Meiji.

## Lista de daimyō en el dominio Mito

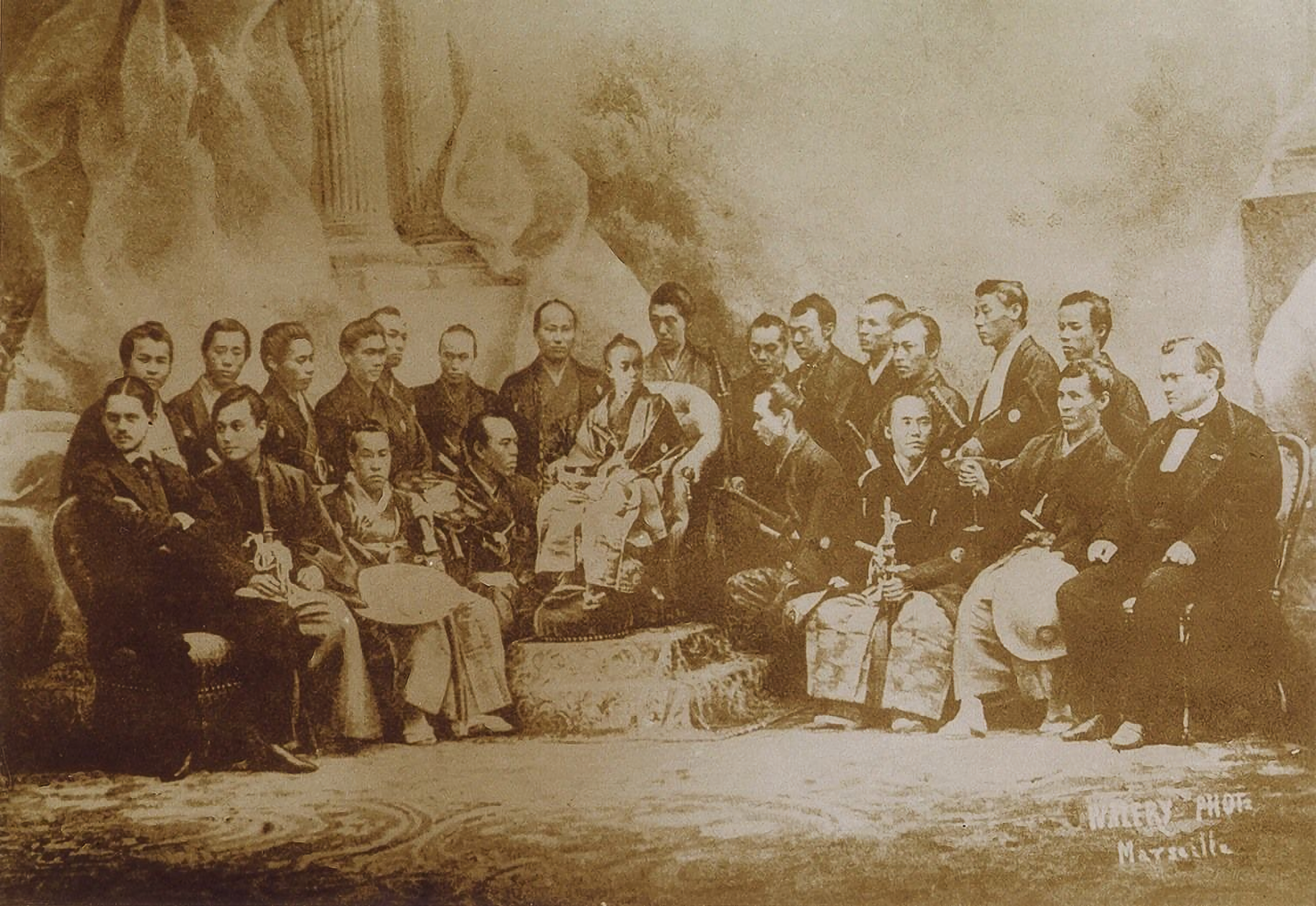
Delegación japonesa a la Exposición Universal de París (1867)

- Clan Takeda (Matsudaira), 1602-1603 (150.000 koku).

1. Takeda Nobuyoshi  (武田信吉, 18 de octubre de 1583 - 15 de octubre de 1603) fue un daimyō japonés del  período Azuchi-Momoyama, primer hijo de Tokugawa Ieyasu (el primer shōgun Tokugawa). El feudo de Mito estuvo a su cargo desde julio de 1602 hasta su muerte y era valorado en 150.000 koku.
- Clan Tokugawa (Kishu), 1603-1609 (200.000 →  250.000 koku).

1. Tokugawa Yorinobu (徳川頼宣, 28 de abril de 1602 - 19 de febrero de 1671) fue un daimyō japonés de inicios del período Edo. Nacido bajo el nombre Nagafukumaru, fue el décimo hijo de Tokugawa Ieyasu. El 8 de diciembre de 1603, Yorinobu recibió el feudo de Mito, valorado en 200.000 koku, fue su feudo hasta el año 1609. El dominio Mito anteriormente había pertenecido a su hermano Takeda Nobuyoshi.
- Clan Tokugawa (Mito), 1609-1869 (250.000 → 280.000 →  350.000 koku). Clan Mito en el dominio Mito. Clan Mito,  que es una rama del Clan Tokugawa y correspondiente a los Clanes de Japón.

1. Tokugawa Yorifusa (徳川頼房, 15 de septiembre de 1603 - 23 de agosto de 1661), también conocido como Mito Yorifusa, fue un daimyō japonés del período Edo. Conocido en su infancia como Tsuruchiyomaru, fue el undécimo hijo de Tokugawa Ieyasu. Yorifusa tuvo su primer feudo en el dominio Shimotsuma (100.000 koku) 1606-1609 (Daimyō de Shimotsuma), antes de ser trasladado a Mito (Provincia de Hitachi, 350.000 koku) en 1609-1661 (Daimyō de Mito), fundando así la rama o Clan Mito de la casa o Clan Tokugawa (la rama juvenil gosanke -御三家 tres casas-, los tres clanes provenientes de tres de los hijos de Tokugawa Ieyasu: Clan Owari, Clan Kishu y Clan Mito).
2. Tokugawa Mitsukuni (徳川光圀, 11 de julio de 1628-14 de enero de 1701) o Mito Kōmon (水戸黄門), fue un prominente daimyō que era conocido por su influencia en la política del período Edo temprano. Fue el responsable de iniciar y organizar los primeros estudios, para compilar una inmensa historia de Japón (Dai Nihonshi). Fue el tercer hijo de Tokugawa Yorifusa (quien a su vez era hijo de Tokugawa Ieyasu) y lo sucedió, convirtiéndose en el segundo daimyo del dominio Mito de 1661 a 1690. Cada verano la ciudad de Mito, acoge el festival Mito Kōmon, que destaca el sello del Clan Tokugawa y del Clan Mito, y actores representan a Tokugawa Mitsukuni y a sus ayudantes.
3. Tokugawa Tsunaeda (徳川綱條, 13 de octubre de 1656-4 de octubre de 1718) fue un daimyō del período Edo, que gobernó el dominio Mito de 1690 a 1718. Hermano del predecesor e hijo de Matsudaira Yorishige, el señor del dominio Takamatsu.
4. Tokugawa Munetaka (徳川宗堯, 29 de agosto de 1705-23 de mayo de 1730) fue un daimyō de mediados del período Edo, que gobernó el dominio Mito de 1718 a 1730. Él era el hijo de Matsudaira Yorishige, el señor del dominio Takamatsu.
5, Tokugawa Munemoto (徳川宗翰, 3 de septiembre de 1728 - 24 de marzo de 1766) fue un daimyō de mediados del período Edo, que gobernó el dominio Mito de 1730 a 1766. Hijo del predecesor.
6. Tokugawa Harumori  (徳川治保, 5 de octubre de 1751-21 de diciembre de 1805) fue un daimyō del período Edo, que gobernó el dominio Mito de 1766 a 1805. Hijo del predecesor.
7. Tokugawa Harutoshi (徳川治紀, 7 de diciembre de 1773-10 de octubre de 1816) fue un daimyō del período Edo, que gobernó el dominio Mito de 1805 a 1816. Hijo del predecesor.
8. Tokugawa Narinobu (徳川斉脩, 12 de abril de 1797-31 de octubre de 1829) fue un daimyō del período Edo, que gobernó el dominio Mito de 1816 a 1829. Hijo del predecesor.
9. Tokugawa Nariaki (徳川斉昭, 4 de abril de 1800 a 29 de septiembre de 1860) fue un destacado daimyō que gobernó el dominio Mito en oficio de 1829 de a 1844. Contribuyó al surgimiento del nacionalismo. Alrededor de ese tiempo, la ciencia en Mito influenciaba en gran medida la manera de pensar. Conoció en vida, los primeros cambios que se realizaron en Japón con el Tratado de Kanagawa.  Hijo de Harutoshi, el séptimo daimyō del Clan Mito.
10. Tokogawa Yoshiatsu (徳川慶篤, 1 de junio de 1832-27 de abril de 1868) fue un daimyō nacido en Mito a finales del período Edo, que gobernó el dominio Mito de 1844 a 1868. Hijo del predecesor y hermano del Shōgun Tokugawa Yoshinobu, último shōgun Tokugawa. Tuvo que afrontar que la familia Tokugawa Clan Mito, fuera considerada enemiga de la corte imperial, durante la Restauración Meiji.
11. Tokugawa Akitake (徳川昭武, 26 de octubre de 1853-3 de julio de 1910) era hermano medio (y más joven) del Shogun Tokugawa Yoshinobu (último shōgun Tokugawa). Nació en Komagome, Tokio, como el hijo 18 de Tokugawa Nariaki. Inicialmente señor de Aizu, se convirtió en señor de Shimizu antes de su partida a Francia.  De sólo 14 años, Tokugawa Akitake encabezó la delegación japonesa a la Exposición Universal de París (1867), donde Japón tuvo su propio pabellón.  Él fue designado como enviado especial a Francia y jefe de la delegación japonesa para la Exposición de París. La misión salió de Yokohama el 11 de enero de 1867, y llegó a París dos meses después.  La feria despertó gran interés en Japón, y se permitió a muchos visitantes entraran en contacto con el arte y las técnicas japonés.  Tokugawa Akitake se quedó en Francia para continuar sus estudios, pero tuvo que regresar a Japón con la Restauración Meiji en 1868. A su regreso, se convirtió en señor del Clan Mito, y gobernó el dominio Mito de 1868 a 1969 y fue el último daimyō que gobernó el dominio Mito.  En 1876, Tokugawa Akitake fue a los Estados Unidos de América, como emisario encargado de la exposición japonesa en la Exposición Universal de Filadelfia (1876).  A continuación, pasó a Francia otra vez para continuar nuevamente sus estudios. Él volvería a Japón en 1881, donde sirvió en el gobierno al Emperador Meiji.
°Shōgun descendiente del Clan Mito o Familia Tokugawa de Mito.
Tokugawa Yoshinobu (徳川慶喜, Koishikawa (Edo), 28 de octubre de 1837 – Shizuoka, 22 de noviembre de 1913), también conocido como Keiki, fue un militar japonés. Séptimo hijo de Tokugawa Nariaki, daimyō de Mito. Fue el decimoquinto y último shōgun Tokugawa de 1867 a 1868, y además el último shōgun de Japón por abolición del cargo con la Restauración Meiji.

## Escuela de Mito

Mon (emblema) del Clan Mito - Tokugawa.

La Escuela de Mito (水戸学 Mitogaku), fue una influyente escuela de pensamiento japonés que abogaba por el aislacionismo, el nativismo y la reverencia al emperador, y se refiere a una escuela de estudios históricos y sintoístas japoneses que se presentaron en el dominio de Mito. Los orígenes de este movimiento neoconfucionista se deben a la decisión de Tokugawa Mitsukuni  (el segundo daimyō del Clan Mito) de establecer una organización historiográfica conocida como la “Mito no Shōkōkan”  (水戸の彰考館) en 1657. Mitsukuni reclutó académicos educados a lo Shōkōkan (彰考館) para estudiar la historia y la filosofía de Japón.  Mitsukuni inició la recopilación de la Gran historia de Japón (Dai Nihonshi), por académicos con el fin de compilar una historia, que se centraría en la línea imperial. Cada capítulo de los "Anales" de la Dai Nihonshi se concentró en el gobierno de un emperador específico. El proyecto tardó cerca de doscientos cincuenta años para terminar, y fue publicado oficialmente en 1906.  El Dai Nihonshi (大日本史), literalmente "Gran historia de Japón", es un libro sobre la historia de Japón. Después de muerte Tokugawa Mitsukuni, el trabajo fue continuado por la rama Mito hasta su finalización en el período Meiji. El trabajo comienza con el Emperador Jinmu, el legendario primer emperador de Japón, y contiene los primeros cien emperadores, que termina con el Emperador Go-Komatsu que reinó sobre los reinos del Sur y del Norte, fusionados en 1392.

## Kokudaka y Koku
Kokudaka (石 高), se refiere a un sistema para determinar el valor del suelo a efectos fiscales en el periodo Edo de Japón y expresando este valor en koku de arroz.
Koku, fue generalmente visto como el equivalente al arroz suficiente para alimentar a una persona durante un año. La cantidad de impuestos no se basó en la cantidad real de arroz cosechado, pero se evaluó sobre la base de la calidad y el tamaño de la tierra. El sistema fue utilizado para valorar los ingresos de los gobernantes feudales daimyō, así como para valorar los hogares y campos de los feudos.
El koku (石 ), es una unidad japonesa de volumen, equivalente al diez shaku cúbico. En esta definición, 3.5937 koku equivalen a un metro cúbico, es decir, 1 koku es de aproximadamente 278,3 litros. El koku se definió originalmente como una cantidad de arroz, históricamente definido como el arroz suficiente para alimentar a una persona durante un año (un masu es el arroz suficiente para alimentar a una persona durante un día). Un koku de arroz pesa alrededor de 150 kilogramos, y un koku de arroz era el alimento necesario para que una persona viviera un año.
Véase sobre las medidas japonesas: Koku, Shaku, Shakuhachi,  Sun, Bu (Una décima parte de un Sun), Chō, Ken y Ri.